# Dominique Rocheteau
Dominique Rocheteau (14 de enero de 1955 en Saintes, Charente-Maritime) es un exfutbolista francés que se desempeña actualmente como jefe de la Comisión Nacional de Ética de la Federación Francesa de Fútbol.

## Biografía
Rocheteau comenzó su carrera profesional con el AS Saint-Étienne, cuando era uno de los mejores equipos de fútbol en Francia. Cabe recordar que el Saint Etienne y Rocheteau fueron famosos durante los años setenta, y que el extremo derecho al que llamaban el "Ángel Verde" escribió algunas de las páginas más memorables del club, entre ellas tres títulos de campeón de la Ligue 1 de Francia consecutivos (1974-1975-1976) y el alzamiento de la Copa de Francia en 1977. Pero por encima de todo, destaca la gran campaña europea de 1976, que ha quedado grabada para siempre en los anales del AS Saint-Étienne. Es recordado por sus aficionados, el gol de Rocheteau en los cuartos de final de aquella campaña histórica. Habían perdido 2-0 contra el Dinamo de Kiev en la ida y la vuelta se tornó difícil, pero los "verdes" batieron 3-0 al equipo de Oleg Blojín en el encuentro de vuelta. El gol de la victoria obra de Rocheteau a pase de Revelli, llegó en la prórroga en el minuto 107 y lo recuerda así: "Yo estaba paralizado por los calambres, no podía ni andar, pero cuando vi llegar ese balón, recuperé el control de las piernas". Fue una de las hazañas más aclamadas del fútbol galo de aquel entonces.
En cambio, la final perdida por 1-0 contra el poderoso Bayern de Múnich de Beckenbauer y Müller, sigue suscitando un gusto amargo en su paladar: "Es un recuerdo con mucho contraste, fue muy frustrante porque no podía jugar, estaba lesionado y no pude saltar al campo sino hacia el final del partido. Yo tenía 21 años y me dije que volvería a jugar otras finales de la Copa de Europa en mi carrera, pero no fue así". Rocheteau también padecería de las lesiones durante su brillante trayectoria con los Bleus, como él mismo admite: "Reconozco que con frecuencia, no me hallaba en plenas facultades para jugar los grandes torneos. Pero eso forma parte del juego". 
Se marchó al Paris Saint-Germain en 1980 con el que ganó la Ligue 1 en (1986) y dos Copas de Francia (1982-1983). En 1987 fue transferido al Toulouse FC, con el que jugó dos temporadas antes de retirarse en 1989.

## Selección nacional
Con la Selección Nacional jugó desde 1975 a 1986, jugando 49 encuentros donde marcó 15 goles. Siendo unos de los puntales de los "Bleus". Jugó 3 mundiales donde anotó 4 goles, en la Copa del Mundo de Argentina 1978 anotó 1 gol frente a Húngria con victoria de 3-1, en España 1982 donde anotó 2 goles en la victoria 4-1 frente a Irlanda del Norte en cuartos de final y en México 1986 donde anotó 1 gol frente a Húngria victoria 3-0 en primera fase. Es recordado por pertenecer a la elite, de una gran generación de futbolistas franceses liderada por Michel Platini e integrada por entre otros Alain Giresse, Luis Fernández, Jean Tigana, Yannick Stopyra y Jean-Pierre Papin.
También ganó la Eurocopa 1984 celebrada en Francia (aunque Rocheteau se perdió la final contra España debido a una lesión). Además jugó para el equipo francés Olímpico de Fútbol que ganó la medalla de bronce en los Juegos Olímpicos de Verano de 1976 en Montreal.

### Participaciones en Copas del Mundo
| Mundial                        | Sede      | Resultado    | PJ | Goles |
| ------------------------------ | --------- | ------------ | -- | ----- |
| Copa Mundial de Fútbol de 1978 | Argentina | Primera fase | 2  | 1     |
| Copa Mundial de Fútbol de 1982 | España    | Cuarto lugar | 4  | 2     |
| Copa Mundial de Fútbol de 1986 | México    | Tercer lugar | 4  | 1     |

## Clubes
- AS Saint-Étienne (1972-1980)
- Paris Saint-Germain (1980-1987)
- Toulouse FC (1987-1989)

## Estadísticas

#### Clubes
| AS Saint-Étienne Francia                                                                                                |               |               |     |     |    |    |    |     |     |      |      |
| 1.ª | 1972-73       | 2             | 0   | —   | —  | 1  | 0  | 3   | 0   | 0.16 |      |
| 1.ª | 1973-74       | 4             | 0   | 2   | 1  | —  | —  | 6   | 1   | 0.49 |      |
| 1.ª | 1974-75       | 4             | 0   | 1   | 0  | 1  | 0  | 6   | 0   | 0.38 |      |
| 1.ª | 1975-76       | 22            | 11  | 1   | 0  | 8  | 3  | 31  | 14  | 0.29 |      |
| 1.ª | 1976-77       | 27            | 3   | 6   | 0  | 7  | 0  | 40  | 3   | 0.65 |      |
| 1.ª | 1977-78       | 26            | 5   | 1   | 0  | 2  | 0  | 29  | 5   | 0.00 |      |
| 1.ª | 1978-79       | 37            | 21  | 5   | 0  | —  | —  | 42  | 21  | 0.00 |      |
| 1.ª | 1979-80       | 31            | 11  | 6   | 1  | 5  | 0  | 42  | 12  | 0.00 |      |
| Total club | Total club    | 153           | 51  | 22  | 2  | 24 | 3  | 199 | 56  | 0.42 |      |
| Paris Saint-Germain Francia                                                                                             |               |               |     |     |    |    |    |     |     |      |      |
| 1.ª | 1980-81       | 37            | 16  | 3   | 2  | —  | —  | 40  | 18  | 0.16 |      |
| 1.ª | 1981-82       | 22            | 10  | 8   | 6  | —  | —  | 30  | 16  | 0.27 |      |
| 1.ª | 1982-83       | 26            | 11  | 9   | 3  | 3  | 0  | 38  | 14  | 0.26 |      |
| 1.ª | 1983-84       | 30            | 9   | 1   | 0  | 3  | 0  | 34  | 9   | 0.31 |      |
| 1.ª | 1984-85       | 31            | 15  | 10  | 2  | 3  | 3  | 44  | 20  | 0.00 |      |
| 1.ª | 1985-86       | 35            | 19  | 7   | 1  | 2  | 0  | 44  | 20  | 0.00 |      |
| 1.ª | 1986-87       | 23            | 3   | 2   | 0  | 2  | 0  | 27  | 3   | 0.00 |      |
| Total club | Total club    | 202           | 83  | 40  | 14 | 13 | 3  | 255 | 100 | 0.25 |      |
| Toulouse FC Francia |               |               |     |     |    |    |    |     |     |      |      |
| 1.ª | 1987-88       | 26            | 4   | 4   | 1  | 4  | 2  | 34  | 7   | 0.05 |      |
| 1.ª | 1988-89       | 34            | 7   | 2   | 0  | —  | —  | 36  | 7   | 0.00 |      |
| Total club | Total club    | 60            | 11  | 6   | 1  | 4  | 2  | 70  | 14  | 0.05 |      |
| Total carrera | Total carrera | Total carrera | 415 | 145 | 68 | 13 | 41 | 8   | 524 | 166  | 0.34 |
| (1) Incluye datos de la Copa de Francia. (2) Incluye datos de la Copa UEFA. (3) No incluye goles en partidos amistosos. |               |               |     |     |    |    |    |     |     |      |      |

## Palmarés

### Carrera profesional
| Título  | Club                | País    | Año  |
| ------- | ------------------- | ------- | ---- |
| Ligue 1 | AS Saint-Étienne    | Francia | 1974 |
| Ligue 1 | AS Saint-Étienne    | Francia | 1975 |
| Ligue 1 | AS Saint-Étienne    | Francia | 1976 |
| Copa    | AS Saint-Étienne    | Francia | 1977 |
| Copa    | Paris Saint-Germain | Francia | 1982 |
| Copa    | Paris Saint-Germain | Francia | 1983 |
| Ligue 1 | Paris Saint-Germain | Francia | 1986 |

### Selección nacional
| Título               | Equipo             | País    | Año  |
| -------------------- | ------------------ | ------- | ---- |
| Eurocopa             | Selección francesa | Francia | 1984 |
| Copa Artemio Franchi | Selección francesa | Francia | 1985 |